# 10199 커리클로
(10199) 커리클로는 센타우루스군의 소행성체이다.
2014년 고리가 발견되었다.

## 같이 보기
- 2060 키론